# 陳勗 (成化進士)
陳勗（？—？），字時勉，山東兖州府單縣人，民籍，明朝政治人物。

## 生平
山東鄉試第四十七名舉人。成化十七年（1481年）中式辛丑科二甲第六十二名進士。

## 家族
曾祖陳子中；祖父陳英；父親陳塤。前母薛氏；張氏。